# Gryllotalpa nitidula
Gryllotalpa nitidula är en insektsart som beskrevs av Jean Guillaume Audinet Serville 1838. Gryllotalpa nitidula ingår i släktet Gryllotalpa och familjen mullvadssyrsor. Inga underarter finns listade i Catalogue of Life.